# کراچی به لاهور
کراچی به لاهور (انگلیسی: Karachi Se Lahore) فیلمی در ژانر کمدی و جاده‌ای به کارگردانی وجاهت رئوف محصول سال ۲۰۱۵ کشور پاکستان است. شهزاد شیخ، عایشه عمر، یاسر حسین، اشیتا محبوب، جاوید شیخ و احمد علی اکبر از بازیگران این فیلم هستند.